# Возвращение блудного попугая (второй выпуск)
«Возвращение блудного попугая (второй выпуск)» — второй фильм советского мультипликационного сериала «Возвращение блудного попугая».
Александр Курляндский пытается работать с новым режиссёром, признаваясь в одном из интервью, что Валентин Караваев, по его мнению, «охладел к Кеше». Данная серия получилась лучшей из трёх, о чём свидетельствует премия «Ника» и отзывы критиков (см. ссылки на рецензии в основной статье). Тем не менее, с Александром Давыдовым сценарист спорил и конфликтовал весь съёмочный процесс, и съёмки третьей серии продолжил с В. Караваевым.

## Персонажи
Ключевые персонажи (действующие во всех трёх выпусках мультфильма) прописаны в основной статье «Возвращение блудного попугая».
В выпуске № 2 в сюжетную линию включается новый персонаж: новый хозяин Кеши — модный парень из обеспеченной семьи. Герой намеренно показан типичным представителем «золотой молодёжи» периода перестройки. Он одет по последней моде, живёт в шикарной квартире, но при этом жесток и бездушен.

## Сюжет[4]
Обычным летним утром Кеша выгуливает щенка. Вдруг он видит старых друзей — воробьёв и ворону. Привязав собачку к мусорному баку, он пытается привлечь к себе внимание, развлекая собравшихся. Но появление Кота в  фирменных джинсах «LORD» оказывает большой фурор. Напугав всех присутствующих взрывом пузыря из жвачки, кот прозносит: «Эх вы, серость! Это же бубль-гум!»
Также кот хвастает новым плеером, что привлекает обитателей двора. Кеша возвращается домой и устраивает Вовке сцену. Вовка пытается успокоить Кешу и дать ему что-то из своей одежды, но попугай смеётся и уходит из дома. В парке Кеша пытается продать самого себя за 1000 рублей, но часто снижает цену. Прохожие его не замечают и идут мимо.
Через некоторое время попугай встречает парня из богатой семьи и уходит жить к нему. Этим же вечером Кеша звонит Вовке похвастаться, приукрашивая реальность. Внезапно, домой возвращается парень и Кеша бросает трубку. Парень садится на диван, а попугай вынужден прислуживать ему. Во время просмотра фильма, Кеша проливает газированный напиток на штаны парня. За это, тот выливает остатки напитка на голову Кеши, а затем запирает попугая в клетку, закрыв дверь комнаты на ключ. Всю ночь Кеша проводит в заперти, а под утро он ломает клетку и выбирается наружу. Используя телевизионные приёмы, увиденные при просмотре фильмов, Кеша делает взрывчатку и взрывает входную дверь комнаты. При взрыве попугай теряет сознание от контузии.
Приходит в себя попугай уже в Вовкиной квартире, весь перебинтованный. Мальчик ухаживает за ним, а кот, ворона и воробьи приходят проведать. Кеша рассказывает им о своих похождениях, как всегда, значительно приукрашивая события.

## Создатели
- авторы сценария — Александр Курляндский, Валентин Караваев
- кинорежиссёр —  Александр Давыдов
- художник-постановщик — Анатолий Савченко
- кинооператор — Александр Чеховский
- композитор — Александр Раскатов
- звукооператор — Владимир Кутузов
- музыкальное оформление — Ю. Моисеева
- художники-мультипликаторы — Ольга Орлова, Дмитрий Куликов, Галина Золотовская
- ассистент режиссёра — Елена Черёмушкина
- художники — Инна Заруба, Вера Харитонова, Елена Троянова, Владимир Байрамов, Э. Антушева, М. Сиканова
- монтажёр — Елена Белявская
- редактор — Елена Никиткина
- директор съёмочной группы — Р. Соколова

### Роли озвучивали
- Геннадий Хазанов — попугай Кеша
- Наталья Ченчик — Вовка / ворона
- Вячеслав Невинный — кот / «новый хозяин» (голосовые эффекты)

## Музыка в мультфильме
Кроме оригинальной музыки А. Раскатова, в мультфильме звучат мелодии популярных песен:
- «С добрым утром!» (муз. Оскара Фельцмана)
- «Вернисаж» (муз. Раймонда Паулса, исполнители Валерий Леонтьев и Лайма Вайкуле (1986))
- «You’re My Heart, You’re My Soul» (группа Modern Talking)
- «Koncerts» (группа Credo[латыш.], муз. Гунтиса Вейтса[латыш.])
- «Die Mensch-Maschine» (группа Kraftwerk)

Как и в предыдущем мультфильме, Кеша также пародирует следующие песни:
- «Крыша дома твоего» (Юрий Антонов)
- «Без меня…» (муз. Раймонда Паулса)
- «Паромщик» (муз. Игоря Николаева)
- «Пусть всегда будет солнце» (муз. Аркадия Островского)

## Награды и премии
Премия «Ника» за лучший мультипликационный фильм 1987 года.